# Enerio Rodriguez Arias
Enerio Rodríguez Arias (3 de febrero de 1939) es un psicólogo, filósofo y profesor universitario originario de la República Dominicana. A lo largo de su vida ha realizado diversas contribuciones en el área de filosofía y psicología en el país, es uno de los profesores de psicología destacados de la Universidad Autónoma de Santo Domingo.

## Biografía.
Destacado psicólogo, filósofo y profesor universitario. Nació el 3 de febrero de 1939 en Arenoso comunidad perteneciente a la provincia de Santiago en la República Dominicana.
Estudio tres años filosofía en el seminario pontificio Santo Tomás de Aquino, luego el cuarto año lo curso en la facultad de filosofía de la universidad de Santo Domingo desde 1957 hasta 1961 y posteriormente realizó estudios de doctorado en filosofía en la Universidad Autónoma de Santo Domingo (UASD) desde 1961 hasta 1963 en donde obtuvo el título de Licenciado y Doctor en Filosofía, se graduó con los máximos honores académicos de esa alta casa de estudios, más tarde, con aspiraciones de salir fuera del país y al no haber programas de becas para el estudio de filosofía en el extranjero, decide estudiar psicología en la Universidad Nacional Autónoma de México (UNAM) en donde igualmente se graduó como estudiante meritorio.
Se inició como profesor en el año 1961 en el liceo Juan Pablo Duarte y, desde entonces, continua su labor de enseñanza: Ha sido profesor de la primera promociones de psicólogos del país por lo que es llamado "profesor de profesores" por sus compañeros de oficio que un día fueron sus alumnos; ha impartido clases en varias universidades de la República Dominicana, como son la Universidad Católica de Santo Domingo en donde se le titula como Profesor Honorario y la Universidad Autónoma de Santo Domingo (UASD) en donde se le reconoce como Profesor Meritísimo, en donde todavía permanece impartiendo clases en el área de psicología en materias como proceso cognoscitivo y psicología de la personalidad en los programas de maestría de la Facultad de Humanidades.
Consultor editorial de la revista Perspectivas Psicológicas de la UASD para la que ha publicado varios artículos entre los que figuran "Tendencias epistemológicas en psicología" y "La psicología durante el siglo XX", miembro de la Comisión Central Electoral de la misma institución y Director de la Escuela de Psicología de esa universidad durante más de una década (1970-1981), miembro de la Philosophy of Science Association y afiliado internacional de la American Psychological Association.

## Planteamiento en el ámbito Psicológico.
Enerio Rodríguez se suscribe a la idea de que la ciencia psicológica desde su nacimiento hasta nuestros días se ha caracterizado siempre por el signo de la diversidad ("Perspectiva Psicológica", 2010 pag. 30). Teniendo esta visión ha analizado a través de la historia de la psicología los diferentes planteamientos acerca de la heterogeneidad conceptual de esta como ciencia y reconoce este aspecto como característica fundamental de la psicología. 
Ha puesto especial atención en el área de la psicología que incursiona en el pensamiento, por lo que muchos de sus artículos publicados se desarrollan en esta área.
A través del tiempo se le ha querido atribuir el título de conductista, sin embargo, aunque el profesor Rodríguez fue el que introdujo la enseñanza del conductismo en el año 1970 en la República Dominicana no se define a sí mismo como conductista ya que sostiene que el conductismo enmarca a la psicología en un plano estrictamente científico y el Dr. Rodríguez tiene una visión más abierta en esta sentido, sin embargo, reconoce la importancia del conductismo ya que fue la primera corriente que fundamenta a la psicología como ciencia. Tiempo después hacia el año 1990 introduce también el estudio de la psicología de razonamiento.

## Incursiones Filosóficas.
En sus inicios estudió filosofía en una atmósfera Aristotélico Tomista guiado por el Dr. Carlos A. Bernavides. Luego en un entorno pluralista enseñado por los profesores Andrés Avelino García, Juan Francisco Sánchez y Antonio Fernández Spencer y más tarde en México se relacionó con el empirismo lógico.
Se ha dedicado a estudiar de un modo especial la relación de la filosofía con las ciencias, particularmente con la física y la psicología , por lo que se ha adentrado más en el área de la filosofía llamada “Análisis filosófico de la ciencia” o “Filosofía de la ciencia”. Los seguidores de esta sustentan que la filosofía ya no se describe con las historias de hombres que buscaron explicar todo cuanto tenían alrededor con palabrerías cargadas de especulación, la filosofía de la ciencia es en esencia nutrida por el conocimiento científico, es decir, por los avances de la ciencia, manteniendo el carácter original de la actitud filosófica que es la inquietud de explicar el porqué de las cosas.

## Perspectiva pedagógica.
Enerio Rodríguez Arias ha sido docente desde 1969 más de cuatro décadas destacándose en la formación de psicólogos, este define a un profesional como " el producto del concierto de acciones formativas previstas en el programa de entrenamiento al que se sometió por varios años" ("Perspectiva Psicológica", 2010, pag. 24).
Seguida de esta definición el prof. Enerio plantea su percepción sobre los programas de formación profesional de psicólogos del país poniendo al descubierto los problemas fundamentales que se presentan en la formación de los alumnos, principalmente en el área de psicología en las distintas universidades del país, siendo los principales desde su punto de vista la escasa formación en metodología de la investigación y la falta de conocimiento de las teorías psicológicas y sumando a esta las variaciones en los programas de formación de las diferentes universidades del país siendo unos menos exigentes que otros en la preparación del estudiante, la preocupación del Dr. Enerio deja entrever que como consecuencia habrá cada vez más un mayor número de profesionales pobremente preparados. El expone esta realidad se agrava en la carrera de psicología aún más porque esta es primeramente una ciencia y se debería formar al estudiante para que sea un profesional y un investigador a la vez, aunque el Dr. Rodríguez plantea lo difícil de consolidar que sería esto según él porque «sería inútil pretender conseguir en menos de cinco años y con estudiantes a tiempo parcial lo que con estudiantes a tiempo completo y en mejores condiciones de adiestramiento requiere aproximadamente de siete años» ("Perspectivas Psicológicas", 2010, pág. 59).

## Publicaciones[3]
- Brea, Mayra; Rodríguez, Enerio (Eds) (2005). Perspectivas Psicológicas, Año VI. Vol. 5. RD: Editora Universitaria.
- Rodríguez Arias, Enerio (2005). Estadística y psicología: Análisis histórico de la inferencia estadística. Perspectivas Psicológicas, Año VI. Vol. 5, p. 96-102. Y en:
- Rodríguez Arias, Enerio (2004). La Psicología Positiva y el Futuro de la Psicología. Revista UCSD, edición especial, pp. 126-141.
- Rodríguez Arias (2004). Kart R. Popper y la epistemología evolucionista.
- Rodríguez Arias, Enerio (2004). “Algunos Recuerdos Lejanos”. Journal Psicológico 2004-2005, en memoria del Dr. Rogelio Díaz-Guerrero, con motivo de su muerte.
- Brea, Mayra; Salas, Amelia; Rodríguez, Enerio (Eds) (2003). Ponencias Seleccionadas del Congreso de Psicología del Caribe y Centroamérica: Logros y Perspectivas. Perspectivas Psicológicas, edición especial.
- Rodríguez Arias, Enerio (2003). El psicólogo dominicano y la metodología de investigación psicológica.
- Rodríguez Arias (2003) Un aporte de Kart R. Popper a la filosofía de la ciencia.
- Brea, Mayra; Rodríguez, Enerio (Eds) (2001). Libro de Resúmenes del Congreso Interuniversitario de Psicología del Caribe y Centroamérica: Logros y Perspectivas. Nov. Rep. Dom: *Ediciones Nativos CxA.
- Brea, Mayra; Rodríguez, Enerio (Editores) (2000). Perspectivas Psicológicas.
- Rodríguez Arias, Enerio (2000). La ciencia psicológica durante el siglo XX. Perspectivas Psicológicas.
- Rodríguez Arias, Enerio (2000). Antecedentes de la Psicología en la República Dominicana. Revista Interamericana de Psicología, Vol. 34, No. 2, pp. 37-56.
- Rodríguez Arias, Enerio (2000). El Estado Actual de la Psicología en República Dominicana. Revista Interamericana de Psicología, Vol. 34, No. 2, pp. 223-233.
- Brea de Cabral, Mayra; Rodríguez Arias, Enerio; Alonso de Tapia, Marcelina (Eds) (1998). 30 Años de la Psicología Dominicana: Pasado, Presente y Futuro (Ponencias Seleccionadas). Rep. Dom: Editora Universitaria.
- Rodríguez Arias, Enerio (1998). 30 años de Psicología Dominicana: “Reflexiones Metapsicológicas”. En 30 años de Psicología Dominicana: Pasado, Presente y Futuro (Ponencias Seleccionadas) pp. 307 – 316.
- Rodríguez Arias, Enerio (1988). Medicina Conductual y Terapia Cognitiva: ¿Paradigmas Complementarios o Rivales? Boletín Dominicano de Medicina Conductual. Vol. 2, No. 1. pp. 22 – 25.
- Rodríguez Arias, Enerio (1988). El Estudio de Caso como Alternativa Metodológica. Boletín Dominicano de Medicina Conductual. Vol. 2, No. 2, pp. 65 – 69.
- Rodríguez Arias, Enerio (1988). Juicios e Inferencias Clínicas: Algunas Consideraciones. Boletín Dominicano de Medicina Conductual. Vol. 2, Nos. 3-4, pp. 135 – 143.
- Rodríguez Arias, Enerio (1987). Los razonamientos condicionales: Un enfoque psicológico. Ciencia y Sociedad, Vol. XII, pp. 500-517.
- Rodríguez Arias, Enerio (1986). El Papel del Análisis Estadístico en la Investigación Psicológica. Investigación y Ciencia, Año 1, No. 2, pp. 13-26.
- Rodríguez Arias, Enerio (1985). Conductismo y Filosofía. En Manuel Pérez Martínez (Recopilador). La Filosofía Hoy: Importancia, Problemas y Relaciones con las demás Ciencias, pp. 177-193; 230-246. Santo Domingo: Editora Universitaria.
- Rodríguez Arias, Enerio (1984). Algunas Reflexiones en Torno a la Psicología Contemporánea. Ciencia y Sociedad, Vol. IX, pp. 301-314.
- Rodríguez Arias, Enerio (1984). El Papel de la Hipótesis en la Investigación Científica. Ciencia y Sociedad, Vol. IX, pp. 183-198.
- Rodríguez Arias, Enerio (1981). Aprendizaje y Psicología Educativa: Historia de una Relación Compleja. En Ponencias del Primer Simposio Dominicano de Psicología Educativa. pp. 271-282. Asociación Dominicana de Psicología, Inc. (ADOPSI).
- Rodríguez Arias, Enerio (1978). Bases Filosóficas del Análisis de la Conducta. En Paulo Speller (ed.) (1978). Análisis de la Conducta, pp. 46-59. México D.F: Editorial Trillas.